# 結名美月
結名美月（日语：／ Yuina Miduki，1995年12月19日—），日本女性配音員。出身於東京都。VIMS所屬。

## 經歷
高中時期，結名美月在日本電視台播出的深夜動畫《歸宅部活動記錄》裡以塔野花梨一角首次亮相。
從日本播音演技研究所畢業後，她宣布於2015年加VIMS。
2023年8月，她開設了自己的Twitter帳戶（請參閱下面的外部連結部分）。
2023年5月由Marine ENTERTAINMENT組成的聲優組合「Flowords」成員。

## 人物
興趣：卡拉OK、旅行、購物。特長：遊戲、製作菓子。
資格：保育士資格、普通汽車執照、漢字檢定2級。

## 演出
粗體字表示主要角色。

### 電視動畫
2013年
- 歸宅部活動記錄（塔野花梨[4]）

2014年
- 啊咧（日语：犬猫アワー 47都道府犬R%26にゃ〜めん#にゃ〜めん）（女性、女高中生）

2016年
- 少年女僕（女子）
- LoveLive！Sunshine!!（女學生）

2017年
- 飆速宅男 NEW GENERATION（觀眾）
- 調教咖啡廳（小學生）
- DYNAMIC CHORD（日语：DYNAMIC CHORD）（女大學生）

2019年
- 家有女友（女學生A）
- 偶像夢幻祭（觀眾）

2020年
- 請在伸展台上微笑（美和）
- 輝夜姬想讓人告白？～天才們的戀愛頭腦戰～（女學生）

2022年
- 式守同學不只可愛而已（女學生）
- Extreme Hearts（內海雫、P機器人）

2023年
- 關於我在無意間被隔壁的天使變成廢柴這件事（女學生）
- 能幹貓今天也憂鬱（茜）

2024年
- 偶像大師 閃耀色彩（幽谷霧子[6]）2系列[系列 1]
- 神明選拔

### 電影動畫
- 交錯的想念（2020年）

### OVA
- 擅長捉弄人的高木同學（2018年，情侶女性2）[注 1]

### 網路動畫
- 愛姬MEGOHIME（2020年，學生）

### 遊戲
2016年
- 幻獸姬（炎鬼大人）
- 逆轉奧賽羅尼亞（日语：逆転オセロニア）（安納普爾納）

2017年
- 圍☆靈（溫蒂妮、弗蕾亞、荷魯斯）
- 問答RPG 魔法使與黑貓維茲（2017年—2024年，絹、塔克馬斯特＝拉迪納）
- 幻獸契約Cryptract（日语：幻獣契約クリプトラクト）（2017年—2021年，魯米利亞）
- 為了誰的鍊金術師（貝爾塔）
- 天空艦隊（2017年—2020年，陽菜乃、盧克塞拉、西斯內[8]）

2018年
- MIRRORS CROSSING（艾莎辛·克洛拉、梅麗莎）
- 少女射擊GAL☆GUN 2（日语：ぎゃる☆がん2）
- 編隊少女（日语：編隊少女 -フォーメーションガールズ-）（米利·布登[9]）
- 偶像大師 閃耀色彩（2018年—2024年，幽谷霧子[10]）
- 怪物彈珠（2018年—2023年，琥珀[11]、九重葛[12]）

2019年
- 碧藍航線（回聲）

2021年
- Paradigm Paradox（塞納[13]）
- 偶像大師 POPLINKS（日语：アイドルマスター ポップリンクス）（幽谷霧子[14]）
- 閃耀幻想曲（葛麗歐妮[15]）

2023年
- 立方體之星（九重葛[16]）
- 偶像大師 閃耀色彩 Song for Prism（2023年—2024年，幽谷霧子[17]）

時期未定
- 湮滅效應（ARL44[18]）

### 外語配音

#### 電視影集
- 盲婚試愛 (第7季)（2024年）

### 廣播劇CD
- Bloody + Mary（2015年，學生）

### 數位漫畫
- 小泉老師不想失態（2022年，女學生4、女性2、兔子）[19]

### 有聲劇場
- 水晶的呼喚（小鳥遊藍子、古代公主[20]）[注 2]
- 輕柔即溶彼女 ～東鄉茜～（2021年，東鄉茜[21]）
- 次文化彼女 ～水無月美美花～（2022年，水無月美美花[22]）
- Extreme Hearts S×S×S（2022年，內海雫、機器人）

### 廣播節目
※記號表示網路廣播。
- 正式上場只有一次電台（2013年，音泉、HiBiKi Radio Station）※
- 偶像大師 閃耀色彩 振翅廣播站（2018年—，ASOBISTORE（日语：ASOBI））—每週主持人※

### 網路節目
- 關根瞳與結名美月的你想彈出它嗎？（2020年—，niconico直播）
- 結名美月的我擅長游戲!!!（2020年—，niconico直播、YouTube）[23]

### 影像商品
- 「THE IDOLM@STER SHINY COLORS 1stLIVE FLY TO THE SHINY SKY」Blu-ray（2019年）[24]
- 萬代南夢宮娛樂嘉年華（日语：バンダイナムコエンターテインメントフェスティバル#2019年） 2days LIVE Blu-ray（2020年）[25]
- 「THE IDOLM@STER SHINY COLORS MUSIC DAWN」Blu-ray（2021年）[26]
- 「THE IDOLM@STER SHINY COLORS 2ndLIVE STEP INTO THE SUNSET SKY」Blu-ray（2021年）[27]
- 「THE IDOLM@STER SHINY COLORS 3rdLIVE TOUR PIECE ON PLANET/NAGOYA/TOKYO/FUKUOKA」Blu-ray（2022年）[28][29][30]
- 「THE IDOLM@STER SHINY COLORS 4thLIVE 天空晴朗，超越現在。」Blu-ray（2022年）[31]
- 萬代南夢宮娛樂嘉年華 2nd（日语：バンダイナムコエンターテインメントフェスティバル#2nd） 2days LIVE Blu-ray（2023年）[32]
- THE IDOLM@STER M@STERS OF IDOL WORLD!!!!! 2023 Blu-ray PERFECT BOX!!!!!（2023年）[33]
- 「THE IDOLM@STER SHINY COLORS 5thLIVE If I_wings.」Blu-ray（2023年）[34]
- 283PRODUCTION SOLO PERFORMANCE LIVE「依然任性」Blu-ray（2024年）[35]
- THE IDOLM@STER SHINY COLORS 5.5th Anniversary LIVE「星星仰望的天空」Blu-ray（2024年）[36]
- 「異次元FES 偶像大師★♥LoveLive！歌合戰」Blu-ray（2024年）[37]

### 舞台
- LIAR GAME murder mystery『爆炸廢棄工廠 ～罪犯的挑戰～』『斬首酒店 ～最後的宴會～』（2024年6月11日，飛行船劇場（日语：飛行船シアター））[38]

### 其它
- LINE貼圖『偶像大師 閃耀色彩』（2019年—2020年，幽谷霧子）2作品[系列 2]
- 首都圏互聯網（日语：首都圏ネットワーク）（2020年3月30日—，NHK綜合）、的聲音
- （2020年4月1日—）[39]
- DAM（日语：DAM (カラオケ)）『動畫聲樂』「春似」（2021年[40]）
- LIVERTINE AGE 聲優聯名商品（2021年6月9日—7月20日，短袖T卹、長袖T卹、帽子[41]）
- 克蘇魯神話RPG 水晶的呼喚 Append -PV-（旁白）（2021年8月27日）[42]
- Ario倉敷（日语：アリオ倉敷） 館內廣播（2022年7月30日—9月4日[43][44]）

## 音樂作品

### 角色歌曲
| 發行日期 | 商品名稱                                                                            | 歌 | 樂曲 | 備註                                               |
| 2013年   | 2013年                                                                              | 2013年 | 2013年 | 2013年                                             |
| -------- | ----------------------------------------------------------------------------------- | --- | --- | -------------------------------------------------- |
| 9月18日  | 歸宅部活動記錄 角色歌曲&原聲集 歸宅部@音樂室♪                                       | 塔野花梨（結名美月）、九重克蕾雅（千本木彩花）                                                                   | 「」 | 電視動畫《歸宅部活動記錄》片尾主題曲               |
| 9月18日  | 歸宅部活動記錄 角色歌曲&原聲集 歸宅部@音樂室♪                                       | 安藤夏希（木戶衣吹）、塔野花梨（結名美月）、古橋愛（田邊留依）                                                   | 「」 | 電視動畫《歸宅部活動記錄》相關歌曲                 |
| 9月18日  | 歸宅部活動記錄 角色歌曲&原聲集 歸宅部@音樂室♪                                       | 安藤夏希（木戶衣吹）、塔野花梨（結名美月）、道明寺櫻（小林美晴）、大萩牡丹（相內沙英）、九重克蕾雅（千本木彩花） | 「」 | 電視動畫《歸宅部活動記錄》片尾主題曲               |
| 2018年   |                                                                                     | | |                                                    |
| 6月6日   | THE IDOLM@STER SHINY COLORS BRILLI@NT WING 01 Spread the Wings!!                    | 閃耀色彩 | 「Spread the Wings!!」 「Multicolored Sky」 | 遊戲《偶像大師 閃耀色彩》主題歌曲                  |
| 8月1日   | THE IDOLM@STER SHINY COLORS BRILLI@NT WING 03 巴比倫城的恩典                        | L'Antica | 「」 「幻惑SILHOUETTE」 「Spread the Wings!!」 | 遊戲《偶像大師 閃耀色彩》相關歌曲                  |
| 12月19日 | THE IDOLM@STER SHINY COLORS SE@SONAL WINTER                                         | 閃耀色彩 | 「SNOW FLAKES MEMORIES」 「Let's get a chance」 | 遊戲《偶像大師 閃耀色彩》相關歌曲                  |
| 2019年   |                                                                                     | | |                                                    |
| 3月9日   | THE IDOLM@STER SHINY COLORS SOLO COLLECTION -1stLIVE FLY TO THE SHINY SKY-          | 幽谷霧子（結名美月）                                                                                             | 「」 | 遊戲《偶像大師 閃耀色彩》相關歌曲                  |
| 4月10日  | THE IDOLM@STER SHINY COLORS FR@GMENT WING 01                                        | 閃耀色彩 | 「Ambitious Eve」 「」 | 遊戲《偶像大師 閃耀色彩》相關歌曲                  |
| 6月12日  | THE IDOLM@STER SHINY COLORS FR@GMENT WING 03                                        | L'Antica | 「NEO THEORY FANTASY」 「」 「Ambitious Eve」 | 遊戲《偶像大師 閃耀色彩》相關歌曲                  |
| 8月18日  | THE IDOLM@STER SHINY COLORS SOLO COLLECTION -SUMMER PARTY 2019-                     | 幽谷霧子（結名美月）                                                                                             | 「幻惑SILHOUETTE」 | 遊戲《偶像大師 閃耀色彩》相關歌曲                  |
| 12月18日 | THE IDOLM@STER SHINY COLORS FUTURITY SMILE                                          | 閃耀色彩 | 「FUTURITY SMILE」 「Spread the Wings!!」 | 遊戲《偶像大師 閃耀色彩》相關歌曲                  |
| 2020年   |                                                                                     | | |                                                    |
| 2月12日  | THE IDOLM@STER SHINY COLORS SWEET♡STEP                                              | 閃耀色彩 | 「SWEET♡STEP」 「Multicolored Sky」 | 遊戲《偶像大師 閃耀色彩》相關歌曲                  |
| 3月21日  | THE IDOLM@STER SHINY COLORS SOLO COLLECTION -SPRING PARTY 2020-                     | 幽谷霧子（結名美月）                                                                                             | 「NEO THEORY FANTASY」 | 遊戲《偶像大師 閃耀色彩》相關歌曲                  |
| 4月8日   | THE IDOLM@STER SHINY COLORS GR@DATE WING 01                                         | 閃耀色彩 | 「」 「Dye the sky.」 | 遊戲《偶像大師 閃耀色彩》相關歌曲                  |
| 7月29日  | THE IDOLM@STER SHINY COLORS SOLO COLLECTION -2ndLIVE STEP INTO THE SUNSET SKY-      | 幽谷霧子（結名美月）                                                                                             | 「」 | 遊戲《偶像大師 閃耀色彩》相關歌曲                  |
| 10月31日 | THE IDOLM@STER SHINY COLORS SOLO COLLECTION -MUSIC DAWN-                            | 幽谷霧子（結名美月）                                                                                             | 「SNOW FLAKES MEMORIES」 | 遊戲《偶像大師 閃耀色彩》相關歌曲                  |
| 11月4日  | THE IDOLM@STER SHINY COLORS GR@DATE WING 03                                         | L'Antica | 「Black Reverie」 「」 「」 | 遊戲《偶像大師 閃耀色彩》相關歌曲                  |
| 2021年   |                                                                                     | | |                                                    |
| 2月17日  | THE IDOLM@STER SHINY COLORS COLORFUL FE@THERS -Luna-                                | Team.Luna | 「」 | 遊戲《偶像大師 閃耀色彩》相關歌曲                  |
| 2月17日  | THE IDOLM@STER SHINY COLORS COLORFUL FE@THERS -Luna-                                | 幽谷霧子（結名美月）                                                                                             | 「雪·月·風·花」 | 遊戲《偶像大師 閃耀色彩》相關歌曲                  |
| 4月14日  | THE IDOLM@STER SHINY COLORS L@YERED WING 01                                         | 閃耀色彩 | 「Resonance⁺」 「Color Days」 | 遊戲《偶像大師 閃耀色彩》相關歌曲                  |
| 4月24日  | THE IDOLM@STER SHINY COLORS SOLO COLLECTION -3rd LIVE TOUR PIECE ON PLANET/TOKYO-   | 幽谷霧子（結名美月）                                                                                             | 「Black Reverie」 | 遊戲《偶像大師 閃耀色彩》相關歌曲                  |
| 5月29日  | THE IDOLM@STER SHINY COLORS SOLO COLLECTION -3rd LIVE TOUR PIECE ON PLANET/FUKUOKA- | 幽谷霧子（結名美月）                                                                                             | 「」 | 遊戲《偶像大師 閃耀色彩》相關歌曲                  |
| 6月9日   | THE IDOLM@STER SHINY COLORS L@YERED WING 03                                         | L'Antica | 「abyss of conflict」 「革命進化論」 「Resonance⁺」 | 遊戲《偶像大師 閃耀色彩》相關歌曲                  |
| 2022年   |                                                                                     | | |                                                    |
| 2月14日  | THE IDOLM@STER SHINY COLORS SOLO COLLECTION -L@YERED WING part 1-                   | 幽谷霧子（結名美月）                                                                                             | 「abyss of conflict」 | 遊戲《偶像大師 閃耀色彩》相關歌曲                  |
| 2月14日  | THE IDOLM@STER SHINY COLORS SOLO COLLECTION -L@YERED WING part 2-                   | 幽谷霧子（結名美月）                                                                                             | 「革命進化論」 | 遊戲《偶像大師 閃耀色彩》相關歌曲                  |
| 4月13日  | THE IDOLM@STER SHINY COLORS PANOR@MA WING 01                                        | 閃耀色彩 | 「」 「Daybreak Age」 | 遊戲《偶像大師 閃耀色彩》相關歌曲                  |
| 4月23日  | THE IDOLM@STER SHINY COLORS Synthe-Side 01                                          | L'Antica、Straylight                                                                                             | 「Killer×Mission」 | 遊戲《偶像大師 閃耀色彩》相關歌曲                  |
| 4月23日  | THE IDOLM@STER SHINY COLORS Synthe-Side 01                                          | 幽谷霧子（結名美月）                                                                                             | 「Killer×Mission」 | 遊戲《偶像大師 閃耀色彩》相關歌曲                  |
| 6月15日  | THE IDOLM@STER SHINY COLORS PANOR@MA WING 03                                        | L'Antica | 「」 「」 「」 |                                                    |
| 10月5日  | Extreme Hearts 角色歌曲專輯「BEST 4 U」                                             | LINK@Doll | 「Dreaming Soda」 | 電視動畫《Extreme Hearts》相關歌曲                 |
| 12月7日  | THE IDOLM@STER SHINY COLORS OFF VOCAL COLLECTION 02                                 | Team.Luna | 「」 | 遊戲《偶像大師 閃耀色彩》相關歌曲                  |
| 2023年   |                                                                                     | | |                                                    |
| 1月18日  | THE IDOLM@STER SHINY COLORS WING COLLECTION -A side-                                | 閃耀色彩 | 「Spread the Wings!! -25 colors-」 「Ambitious Eve -25 colors-」 「」 「Resonance⁺ -25 colors-」 「SNOW FLAKES MEMORIES -25 colors-」 「FUTURITY SMILE -25 colors-」 | 遊戲《偶像大師 閃耀色彩》相關歌曲                  |
| 1月18日  | THE IDOLM@STER SHINY COLORS WING COLLECTION -A side-                                | L'Antica | 「」 「NEO THEORY FANTASY（2023 Ver.）」 「Black Reverie（2023 Ver.）」 「abyss of conflict（2023 Ver.）」                                                           | 遊戲《偶像大師 閃耀色彩》相關歌曲                  |
| 2月8日   | THE IDOLM@STER SHINY COLORS WING COLLECTION -B side-                                | 閃耀色彩 | 「Multicolored Sky -25 colors-」 「」 「Dye the sky. -25 colors-」 「Color Days -25 colors-」 「Let's get a chance -25 colors-」 「SWEET♡STEP -25 colors-」          | 遊戲《偶像大師 閃耀色彩》相關歌曲                  |
| 2月8日   | THE IDOLM@STER SHINY COLORS WING COLLECTION -B side-                                | L'Antica | 「幻惑SILHOUETTE（2023 Ver.）」 「」 「」 「革命進化論（2023 Ver.）」                                                                                                | 遊戲《偶像大師 閃耀色彩》相關歌曲                  |
| 2月11日  | THE IDOLM@STER SHINY COLORS SOLO COLLECTION -M@STERS OF IDOL WORLD!!!!! 2023-       | 幽谷霧子（結名美月）                                                                                             | 「Let’s get a chance」 | 遊戲《偶像大師 閃耀色彩》相關歌曲                  |
| 3月18日  | THE IDOLM@STER SHINY COLORS SOLO COLLECTION -5thLIVE If I_wings. part1-             | 幽谷霧子（結名美月）                                                                                             | 「」 | 遊戲《偶像大師 閃耀色彩》相關歌曲                  |
| 3月18日  | THE IDOLM@STER SHINY COLORS SOLO COLLECTION -5thLIVE If I_wings. part2-             | 幽谷霧子（結名美月）                                                                                             | 「」 | 遊戲《偶像大師 閃耀色彩》相關歌曲                  |
| 5月10日  | THE IDOLM@STER SHINY COLORS “CANVAS” 02                                             | L'Antica | 「」 「Unsung Heroes」 「」 | 遊戲《偶像大師 閃耀色彩》相關歌曲                  |
| 7月22日  | THE IDOLM@STER SHINY COLORS SOLO COLLECTION -SOLO PERFORMANCE LIVE 依然任性 Luna-   | 幽谷霧子（結名美月）                                                                                             | 「」 | 遊戲《偶像大師 閃耀色彩》相關歌曲                  |
| 10月18日 | THE IDOLM@STER SHINY COLORS Song for Prism 星之聲                                   | 閃耀色彩 | 「」 | 遊戲《偶像大師 閃耀色彩 Song for Prism》主題歌曲   |
| 2024年   |                                                                                     | | |                                                    |
| 3月2日   | THE IDOLM@STER SHINY COLORS SOLO COLLECTION -6thLIVE TOUR Come and Unite! part1-    | 幽谷霧子（結名美月）                                                                                             | 「」 | 遊戲《偶像大師 閃耀色彩》相關歌曲                  |
| 3月2日   | THE IDOLM@STER SHINY COLORS SOLO COLLECTION -6thLIVE TOUR Come and Unite! part2-    | 幽谷霧子（結名美月）                                                                                             | 「Unsung Heroes」 | 遊戲《偶像大師 閃耀色彩》相關歌曲                  |
| 3月2日   | THE IDOLM@STER SHINY COLORS SOLO COLLECTION -6thLIVE TOUR Come and Unite! part3-    | 幽谷霧子（結名美月）                                                                                             | 「」 | 遊戲《偶像大師 閃耀色彩》相關歌曲                  |
| 4月10日  | THE IDOLM@STER SHINY COLORS 翼Gravity                                               | 閃耀色彩 | 「」 | 電視動畫《偶像大師 閃耀色彩》片頭主題曲            |
| 4月10日  | THE IDOLM@STER SHINY COLORS 翼Gravity                                               | L'Antica | 「」 | 電視動畫《偶像大師 閃耀色彩》相關歌曲              |
| 6月12日  | THE IDOLM@STER SHINY COLORS ECHOES 02                                               | L'Antica | 「」 「」 「Migratory Echoes」 | 遊戲《偶像大師 閃耀色彩》相關歌曲                  |
| 7月24日  | THE IDOLM@STER SHINY COLORS Song for Prism 時限式狂騷仙境 / LINKs                   | L'Antica | 「」 | 遊戲《偶像大師 閃耀色彩 Song for Prism》相關歌曲   |
| 7月27日  | THE IDOLM@STER SHINY COLORS LIVE FUN!! -Beyond the Blue sky part1-                  | 幽谷霧子（結名美月）                                                                                             | 「」 | 電視動畫《偶像大師 閃耀色彩》相關歌曲              |
| 10月9日  | THE IDOLM@STER SHINY COLORS Prism Flare                                             | 閃耀色彩 | 「」 | 電視動畫《偶像大師 閃耀色彩 2nd season》片頭主題曲 |
| 10月9日  | THE IDOLM@STER SHINY COLORS Prism Flare                                             | L'Antica | 「」 | 電視動畫《偶像大師 閃耀色彩 2nd season》相關歌曲   |
| 10月30日 | THE IDOLM@STER SHINY COLORS Happy Surprise Trick!                                   | 櫻木真乃（關根瞳）、幽谷霧子（結名美月）、園田智代子（白石晴香）、桑山千雪（芝崎典子）、黛冬優子（幸村惠理）     | 「」 | 電視動畫《偶像大師 閃耀色彩 2nd season》相關歌曲   |
| 10月30日 | THE IDOLM@STER SHINY COLORS Happy Surprise Trick!                                   | 閃耀色彩 | 「Poison Berry Daughters」 | 電視動畫《偶像大師 閃耀色彩 2nd season》相關歌曲   |
| 12月25日 | THE IDOLM@STER SHINY COLORS Over the prism                                          | L'Antica | 「」 | 電視動畫《偶像大師 閃耀色彩 2nd season》相關歌曲   |
| 12月25日 | THE IDOLM@STER SHINY COLORS Over the prism                                          | 閃耀色彩 | 「」 | 電視動畫《偶像大師 閃耀色彩 2nd season》相關歌曲   |
| 2025年   |                                                                                     | | |                                                    |
| 3月26日  | THE IDOLM@STER SHINY COLORS Song for Prism Real Mind Shakes / THE LAST PRIDE        | L'Antica | 「THE LAST PRIDE」 | 遊戲《偶像大師 閃耀色彩 Song for Prism》相關歌曲   |

## 出版

### 雜誌
- Comic百合姬 9月號 專欄（2023年7月18日，一迅社）[45]

## 腳註

## 外部連結
- 結名美月｜VIMS （日語）
- 結名美月的X（前Twitter） （日語）
- （日語）